# 유라시아주의
유라시아주의(Eurasianism)는 20세기 초부터 러시아 제국에서 등장한 이론 및 사상으로, 러시아가 유럽이나 아시아의 범주가 아닌 루스키 미르(러시아적 세계)에 의해 통치되는 유라시아라는 지정학적 개념의 중심지라고 보는 관점이다.
최초의 유라시아주의는 평화주의자와 망명 귀족들이었으며, 이들의 사상은 낭만주의와 유토피아에 입각했다. 초창기 유라시아주의자들의 목표는 러시아 정교가 모든 니케아 기독교 교회들을 통치하는 것이었다. 유라시아주의의 핵심 사상은 민족주의로, 범슬라브주의에 입각한 국가를 건설하는 것을 추구했다.

## 역사
1920년대에 백계 러시아인(비소련계 망명 러시아인)들 사이에서 러시아 혁명·볼셰비키 정권에 대한 반응으로써 등장하였다. 일부 백계 러시아인들은 이후 '비유럽'과 '러시아 정교회'를 주축으로 한 러시아 문명의 재구축을 구상하면서, 러시아 혁명·볼셰비키 정권 (소련 정권)을 그에 이르는 필요한 일과 정도로서 긍정적으로 재평가하였다. 대표적 인물로서 니콜라이 트루베츠코이 등이 있다.
소련 붕괴 후의 1990년대에는 레프 그미료프(Lev Gumilev) 등의 영향 하에서 이를 계승하는 신유라시아주의 (Neo-Eurasianism)가 탄생해, 러시아는 서구보다 아시아에 가까운 유라시아 국가라는 주장을 전개했다. 이에 대해서는, 러시아는 튀르크족이나 몽골보다 비잔티움 제국에 가깝다는 '비잔틴주의'도 주장됐다.

## 같이 보기
- 소련 국민주의
- 알렉산드르 두긴
- 범슬라브주의